# The Lady in the Van
The Lady in the Van er en britisk komedie-drama film fra 2015. Filmen instrueret af Nicholas Hytner, og skrevet af Alan Bennett, og med Maggie Smith og Alex Jennings i hovedrollerne. Filmen fortæller den sande historie om Mary Shepherd, en ældre kvinde, der boede i en forfalden van i Bennetts indkørsel i London i 15 år.

## Medvirkende
- Maggie Smith som Frøken Mary Shepherd / Margaret Fairchild
- Alex Jennings som Alan Bennett
- Roger Allam som Rufus
- Deborah Findlay som Pauline
- Jim Broadbent som Underwood
- Cecilia Noble som Frøken Briscoe
- Gwen Taylor som Mam
- Frances de la Tour som Ursula Vaughan Williams
- Nicholas Burns som Giles Perry
- Pandora Colin som Mrs Perry

## Eksterne links
- The Lady in the Van på Internet Movie Database (engelsk)
- The Lady in the Van på Filmdatabasen
- The Lady in the Van på Scope
- The Lady in the Van på AlloCiné (fransk)
- The Lady in the Van på MovieMeter (nederlandsk)
- The Lady in the Van på AllMovie (engelsk)
- The Lady in the Van på The Movie Database (engelsk)
- The Lady in the Van på Rotten Tomatoes (engelsk)
- The Lady in the Van på Metacritic (engelsk)
- The Lady in the Van på Box Office Mojo (engelsk)
- The Lady in the Van på Box Office Mojo (engelsk)